# 大卫延斑蛛
大卫延斑蛛（学名：Ectatosticta davidi）为古筛蛛科延斑蛛属的动物。在中国大陆，分布于西藏、青海等地，主要生活于山坡土洞以及河边石坝石洞中。该物种的模式产地在西藏。